# Amphisternus caudatus
Amphisternus caudatus is een keversoort uit de familie zwamkevers (Endomychidae). De wetenschappelijke naam van de soort werd in 1964 gepubliceerd door Strohecker Strohecker.